# Eldorado do Carajás
Eldorado do Carajás è un comune del Brasile nello Stato del Pará, parte della mesoregione del Sudeste Paraense e della microregione di Parauapebas.
È noto per essere il luogo dove si consumò il Massacro di Eldorado do Carajás.